# Goederenstroom
Goederenstromen zijn  noodzakelijk om grondstoffen, halffabricaten of eindproducten (met elke mogelijke tussenvorm) van punt A naar punt B te transporteren. Omdat alle transporthandelingen tijd (en dus geld) kosten wordt dit zo veel mogelijk beperkt.
Binnen de logistiek en distributie spreekt men vaak over interne goederenstromen die veelal aan een vast patroon voldoen:

## Inslag
- Lossen van vrachtunit met/zonder heftruck (motorwagen, oplegger, busje etc.)
- Controleren van geloste lading.
- Bekendmaken in WMS.
- Opslaan op locatie met/zonder reachtruck.
- Tussentijdse of jaarlijkse balanstelling of voorraadcontrole
- Verzekeren van de bewuste doelstelling

## Uitslag
- Picken onderdelen van bestelling.
- Verpakken en labelen van goederen.
- Controleren van de uitgaande producten.
- Klaarzetten van de zending op een uitslagvak (afgebakend gebied specifiek voor een bepaalde bestemming of vrachtunit).
- Laden van vrachtunit.

Bovenstaande lijst is bijna altijd de basis, hierbovenop komen vaak nog de bewegingen om de picklocaties (bijvoorbeeld stellingruimte voor pallets waarvan maar enkele stuks per keer gepickt worden) aan te vullen.